# Rodiczky Jenő
Rodiczky Jenő (Mácsa, 1844. február 13. – Budapest vagy Alag, 1915. január 4.) gazdasági akadémiai tanár.

## Pályafutása
Az Arad megyei Mácsán született 1844. február 13-án. A pesti Reáltanodában, majd a budai József Polytechnikumban tanult gazdászatot, erdészetet, állat- és növénytant. 1868-ban az aradi Alföld c. lap közgazdasági rovatát vezette. 1869-ben nevezték ki a Magyaróvári Magyar Királyi Gazdasági Felsőbb Tanintézethez. 1870-ben Tübingenben államtudományi doktorátust szerzett. 1873-tól Magyaróvárott a nemzetgazdaságtan és a növénytermesztés rendes tanára lett. Közgazdaságtant, statisztikát, gyapjúismeretet, valamint növénytermesztést egyaránt tanított az időközben - az országban elsőként - akadémiai rangra emelt Magyaróvári Magyar Királyi Gazdasági Akadémián. 1883-ban a Kassai Gazdasági Tanintézetbe helyezték igazgatónak, majd 1892-től a Földművelésügyi Minisztérium közgazdasági osztályán dolgozott. 1898–1910-ig a kezdeményezésére és közreműködésével felállított Országos Gyapjúminősítő Intézet igazgatója volt. Széles körű gyakorlati és gazdag szakirodalmi munkásságot fejtett ki. Nagy része volt a magyar gazdasági tanintézetek oktatási rendszerének kialakításában. Elsőnek hívta fel a figyelmet a szántóföldi kísérletezés fontosságára. A juhtenyésztés és gyapjúismeret nemzetközileg elismert szaktekintélye volt. Agrártörténeti kutatásokkal is foglalkozott. Ötvennél több, magyar, német, angol és francia nyelven megjelent szakkönyve és tanulmánya a magyar agrárélet sok területével foglalkozott.
A nagyszerű és sokoldalú tudós 1915. január 4-én Budapesten hunyt el.

## Művei
- Nemzetközi aratógép-verseny… (Magyaróvár, 1870);
- Studien über das Schwein (Wien, 1872);
- A nemzetgazdaságtan rövid foglalatja (Magyaróvár, 1873);
- Mezőgazdasági eszközök és gépek (Budapest, 1879);
- Gyapjúismeret (Budapest, 1880);
- A takarmánytermesztés kézikönyve (Budapest, 1882);
- Az állatvédelemről (Kassa, 1885);
- Az ipari növények kézikönyve (I – II., Kassa, 1888 – 89);
- Adatok a magyar mezőgazdaság történetéhez (Magyaróvár, 1890);
- A juh és a gyapjú ismerete (Budapest, 1892);
- A magyar méhészet múltjáról (Budapest, 1892);
- Die Volkswirtschaftliche Bedeutung der Geflügelzucht in Ungarn (Wien, 1893);
- A m. kir. gyapjúminősítő intézet (Budapest, 1899);
- Magyar olajnövények (Kolozsvár, 1899);
- A hazai vadászat múltjából és jelenéből (Budapest, 1902).